# Juan Manuel Peña
Juan Manuel Peña Montaño (La Paz, 17 januari 1973) is een voormalig Boliviaans profvoetballer. Hij beëindigde in november 2009 zijn actieve loopbaan, maar maakte vier maanden later zijn rentree bij DC United. In 1991 speelde hij zijn eerste van 85 interlands voor het Boliviaans voetbalelftal, waaronder die op het WK 1994.

## Clubvoetbal
Peña speelde in eigen land voor Club Blooming (1992). Na drie jaar bij het Colombiaanse Independiente Santa Fe (1993-1995) vertrok hij in 1995 naar het Spaanse Real Valladolid. De Boliviaan speelde van 1995 tot 2004 voor deze club. Na de degradatie van Real Valladolid in 2004 werd Peña gecontracteerd door Villarreal CF. Met deze club leverde de Boliviaan zowel nationaal als internationaal goede prestaties met het behalen van de halve finale van de UEFA Cup (2003/04), een derde plaats in de Primera División (2004/05) en het behalen van de halve finale van de UEFA Champions League (2005/06).

## Clubstatistieken
| seizoen    | club                   | land                      | competitie          | duels      | goals      |
| ---------- | ---------------------- | ------------------------- | ------------------- | ---------- | ---------- |
| 1993       | Club Blooming          | Vlag van Bolivia          | Liga Boliviano      | ??         | ??         |
| 1993       | Independiente Santa Fe | Vlag van Colombia         | Copa Mustang        | 12         | 0          |
| 1994       | Independiente Santa Fe | Vlag van Colombia         | Copa Mustang        | 26         | 0          |
| 1995       | Independiente Santa Fe | Vlag van Colombia         | Copa Mustang        | 24         | 0          |
| 1995/96    | Real Valladolid        | Vlag van Spanje           | Primera División    | 17         | 0          |
| 1996/97    | Real Valladolid        | Vlag van Spanje           | Primera División    | 30         | 0          |
| 1997/98    | Real Valladolid        | Vlag van Spanje           | Primera División    | 31         | 0          |
| 1998/99    | Real Valladolid        | Vlag van Spanje           | Primera División    | 33         | 0          |
| 1999/00    | Real Valladolid        | Vlag van Spanje           | Primera División    | 34         | 0          |
| 2000/01    | Real Valladolid        | Vlag van Spanje           | Primera División    | 19         | 0          |
| 2001/02    | Real Valladolid        | Vlag van Spanje           | Primera División    | 34         | 0          |
| 2002/03    | Real Valladolid        | Vlag van Spanje           | Primera División    | 29         | 0          |
| 2003/04    | Real Valladolid        | Vlag van Spanje           | Primera División    | 21         | 0          |
| 2004/05    | Villarreal CF          | Vlag van Spanje           | Primera División    | 25         | 1          |
| 2005/06    | Villarreal CF          | Vlag van Spanje           | Primera División    | 25         | 0          |
| 2006/07    | Villarreal CF          | Vlag van Spanje           | Primera División    | 6          | 0          |
| 2007/08    | Celta de Vigo          | Vlag van Spanje           | Segunda División A  | 11         | 0          |
| 2008/09    | Celta de Vigo          | Vlag van Spanje           | Segunda División A  | 22         | 0          |
| 2010       | DC United              | Vlag van Verenigde Staten | Major League Soccer | 10         | 0          |
| Bijgewerkt | Bijgewerkt             | Bijgewerkt                | 09-10-2013          | 09-10-2013 | 09-10-2013 |

## Interlandvoetbal
Juan Manuel Peña speelde in totaal 85 interlands voor Bolivia. Hij maakte zijn debuut op 16 juni 1991 in een vriendschappelijke wedstrijd in Asunción tegen Paraguay (0-0), toen hij 18 jaar en 150 dagen oud was. Zijn eerste en enige goal maakte Peña op 11 oktober 2003 in een vriendschappelijke wedstrijd tegen Honduras, die werd gespeeld in het Robert F. Kennedy Memorial Stadium in Washington D.C.. Peña nam met zijn vaderland deel aan het WK voetbal 1994 in de Verenigde Staten, waar de ploeg niet verder kwam dan de eerste ronde. Peña maakte deel uit van de selectie die in 1997 als tweede eindigde bij de strijd om de Copa América in eigen land. Zijn laatste interland speelde hij op 10 juni 2009 tegen Chili, op een leeftijd van 36 jaar en 144 dagen. In totaal besloeg zijn interlandcarrière 17 jaar en 359 dagen.
| Interlands van Juan Manuel Peña voor Bolivia | Interlands van Juan Manuel Peña voor Bolivia | Interlands van Juan Manuel Peña voor Bolivia | Interlands van Juan Manuel Peña voor Bolivia | Interlands van Juan Manuel Peña voor Bolivia | Interlands van Juan Manuel Peña voor Bolivia |
| №                                            | Datum                                        | Wedstrijd                                    | Uitslag                                      | Competitie                                   | Goals                                        |
| Als speler van Club Blooming                 | Als speler van Club Blooming                 | Als speler van Club Blooming                 | Als speler van Club Blooming                 | Als speler van Club Blooming                 | Als speler van Club Blooming                 |
| -------------------------------------------- | -------------------------------------------- | -------------------------------------------- | -------------------------------------------- | -------------------------------------------- | -------------------------------------------- |
| 1                                            | 17 september 1989                            | Uruguay – Bolivia                            | 2 – 0                                        | WK-kwalificatie                              |                                              |
| 2                                            | 29 januari 1993                              | Bolivia – Honduras                           | 3 – 1                                        | Oefeninterland                               |                                              |
| 3                                            | 3 maart 1993                                 | Paraguay – Bolivia                           | 1 – 0                                        | Paz del Chaco Cup                            |                                              |
| 4                                            | 6 maart 1993                                 | Bolivia – Paraguay                           | 2 – 1                                        | Oefeninterland                               |                                              |
| 5                                            | 12 maart 1993                                | El Salvador – Bolivia                        | 2 – 2                                        | Oefeninterland                               |                                              |
| 6                                            | 14 maart 1993                                | Honduras – Bolivia                           | 0 – 0                                        | Oefeninterland                               |                                              |
| 7                                            | 16 maart 1993                                | Honduras – Bolivia                           | 0 – 0                                        | Oefeninterland                               |                                              |
| 8                                            | 31 maart 1993                                | Chili – Bolivia                              | 2 – 1                                        | Oefeninterland                               |                                              |
| 9                                            | 23 mei 1993                                  | Verenigde Staten – Bolivia                   | 0 – 0                                        | Oefeninterland                               |                                              |
| 10                                           | 6 juni 1993                                  | Peru – Bolivia                               | 1 – 0                                        | Oefeninterland                               |                                              |
| 11                                           | 13 juni 1993                                 | Bolivia – Chili                              | 1 – 3                                        | Oefeninterland                               |                                              |
| 12                                           | 17 juni 1993                                 | Argentinië – Bolivia                         | 1 – 0                                        | Copa América                                 |                                              |
| 13                                           | 20 juni 1993                                 | Colombia – Bolivia                           | 1 – 1                                        | Copa América                                 |                                              |
| 14                                           | 23 juni 1993                                 | Mexico – Bolivia                             | 0 – 0                                        | Copa América                                 |                                              |
| Als speler van Independiente Santa Fe        |                                              |                                              |                                              |                                              |                                              |
| 15                                           | 29 augustus 1993                             | Brazilië – Bolivia                           | 6 – 0                                        | WK-kwalificatie                              |                                              |
| 16                                           | 12 september 1993                            | Uruguay – Bolivia                            | 2 – 1                                        | WK-kwalificatie                              |                                              |
| 17                                           | 7 april 1994                                 | Colombia – Bolivia                           | 0 – 1                                        | Oefeninterland                               |                                              |
| 18                                           | 11 mei 1994                                  | Kameroen – Bolivia                           | 1 – 1                                        | Oefeninterland                               |                                              |
| 19                                           | 13 mei 1994                                  | Griekenland – Bolivia                        | 0 – 0                                        | Oefeninterland                               |                                              |
| 20                                           | 19 mei 1994                                  | IJsland – Bolivia                            | 1 – 0                                        | Oefeninterland                               |                                              |
| 21                                           | 24 mei 1994                                  | Ierland – Bolivia                            | 1 – 0                                        | Oefeninterland                               |                                              |
| 22                                           | 27 juni 1994                                 | Bolivia – Spanje                             | 1 – 3                                        | WK-eindronde                                 |                                              |
| 23                                           | 21 september 1994                            | Chili – Bolivia                              | 1 – 2                                        | Oefeninterland                               |                                              |
| Als speler van Real Valladolid               |                                              |                                              |                                              |                                              |                                              |
| 24                                           | 1 juli 1995                                  | Peru – Bolivia                               | 4 – 1                                        | Oefeninterland                               |                                              |
| 25                                           | 8 juli 1995                                  | Argentinië – Bolivia                         | 2 – 1                                        | Copa América                                 |                                              |
| 26                                           | 11 juli 1995                                 | Verenigde Staten – Bolivia                   | 0 – 1                                        | Copa América                                 |                                              |
| 27                                           | 14 juli 1995                                 | Chili – Bolivia                              | 2 – 2                                        | Copa América                                 |                                              |
| 28                                           | 16 juli 1995                                 | Uruguay – Bolivia                            | 2 – 1                                        | Copa América                                 |                                              |
| 29                                           | 25 oktober 1995                              | Bolivia – Ecuador                            | 2 – 2                                        | Oefeninterland                               |                                              |
| 30                                           | 24 april 1996                                | Argentinië – Bolivia                         | 3 – 1                                        | WK-kwalificatie                              |                                              |
| 31                                           | 8 juni 1996                                  | Mexico – Bolivia                             | 1 – 0                                        | US Cup                                       |                                              |
| 32                                           | 12 juni 1996                                 | Verenigde Staten – Bolivia                   | 0 – 2                                        | US Cup                                       |                                              |
| 33                                           | 15 juni 1996                                 | Ierland – Bolivia                            | 3 – 0                                        | US Cup                                       |                                              |
| 34                                           | 7 juli 1996                                  | Bolivia – Venezuela                          | 6 – 1                                        | WK-kwalificatie                              |                                              |
| 35                                           | 1 september 1996                             | Bolivia – Peru                               | 0 – 0                                        | WK-kwalificatie                              |                                              |
| 36                                           | 8 oktober 1996                               | Uruguay – Bolivia                            | 1 – 0                                        | WK-kwalificatie                              |                                              |
| 37                                           | 10 november 1996                             | Bolivia – Colombia                           | 2 – 2                                        | WK-kwalificatie                              |                                              |
| 38                                           | 15 december 1996                             | Bolivia – Paraguay                           | 0 – 0                                        | WK-kwalificatie                              |                                              |
| 39                                           | 12 januari 1997                              | Bolivia – Ecuador                            | 2 – 0                                        | WK-kwalificatie                              |                                              |
| 40                                           | 12 februari 1997                             | Bolivia – Chili                              | 1 – 1                                        | WK-kwalificatie                              |                                              |
| 41                                           | 8 juni 1997                                  | Venezuela – Bolivia                          | 1 – 1                                        | WK-kwalificatie                              |                                              |
| 42                                           | 12 juni 1997                                 | Bolivia – Venezuela                          | 1 – 1                                        | Copa América                                 |                                              |
| 43                                           | 18 juni 1997                                 | Bolivia – Uruguay                            | 1 – 0                                        | Copa América                                 |                                              |
| 44                                           | 21 juni 1997                                 | Bolivia – Colombia                           | 2 – 1                                        | Copa América                                 |                                              |
| 45                                           | 25 juni 1997                                 | Bolivia – Mexico                             | 3 – 1                                        | Copa América                                 |                                              |
| 46                                           | 29 juni 1997                                 | Bolivia – Brazilië                           | 1 – 3                                        | Copa América                                 |                                              |
| 47                                           | 6 juli 1997                                  | Peru – Bolivia                               | 2 – 1                                        | WK-kwalificatie                              |                                              |
| 48                                           | 20 augustus 1997                             | Colombia – Bolivia                           | 3 – 0                                        | WK-kwalificatie                              |                                              |
| 49                                           | 10 september 1997                            | Paraguay – Bolivia                           | 2 – 1                                        | WK-kwalificatie                              |                                              |
| 50                                           | 11 maart 1999                                | Mexico – Bolivia                             | 2 – 1                                        | US Cup                                       |                                              |
| 51                                           | 13 maart 1999                                | Guatemala – Bolivia                          | 2 – 1                                        | US Cup                                       |                                              |
| 52                                           | 20 juni 1999                                 | Chili – Bolivia                              | 1 – 0                                        | Oefeninterland                               |                                              |
| 53                                           | 29 juni 1999                                 | Paraguay – Bolivia                           | 0 – 0                                        | Copa América                                 |                                              |
| 54                                           | 2 juli 1999                                  | Peru – Bolivia                               | 1 – 0                                        | Copa América                                 |                                              |
| 55                                           | 5 juli 1999                                  | Bolivia – Japan                              | 1 – 1                                        | Copa América                                 |                                              |
| 56                                           | 25 juli 1999                                 | Bolivia – Egypte                             | 2 – 2                                        | FIFA Confederations Cup                      |                                              |
| 57                                           | 29 maart 2000                                | Uruguay – Bolivia                            | 1 – 0                                        | WK-kwalificatie                              |                                              |
| 58                                           | 26 april 2000                                | Bolivia – Colombia                           | 1 – 1                                        | WK-kwalificatie                              |                                              |
| 59                                           | 4 juni 2000                                  | Argentinië – Bolivia                         | 1 – 0                                        | WK-kwalificatie                              |                                              |
| 60                                           | 28 juni 2000                                 | Venezuela – Bolivia                          | 4 – 2                                        | WK-kwalificatie                              |                                              |
| 61                                           | 19 juli 2000                                 | Bolivia – Chili                              | 1 – 0                                        | WK-kwalificatie                              |                                              |
| 62                                           | 27 juli 2000                                 | Bolivia – Paraguay                           | 0 – 0                                        | WK-kwalificatie                              |                                              |
| 63                                           | 8 oktober 2000                               | Bolivia – Peru                               | 1 – 0                                        | WK-kwalificatie                              |                                              |
| 64                                           | 27 maart 2001                                | Colombia – Bolivia                           | 2 – 0                                        | WK-kwalificatie                              |                                              |
| 65                                           | 25 april 2001                                | Bolivia – Argentinië                         | 3 – 3                                        | WK-kwalificatie                              |                                              |
| 66                                           | 3 juni 2001                                  | Bolivia – Venezuela                          | 5 – 0                                        | WK-kwalificatie                              |                                              |
| 67                                           | 5 september 2001                             | Paraguay – Bolivia                           | 5 – 1                                        | WK-kwalificatie                              |                                              |
| 68                                           | 7 november 2001                              | Bolivia – Brazilië                           | 3 – 1                                        | WK-kwalificatie                              |                                              |
| 69                                           | 10 juni 2003                                 | Portugal – Bolivia                           | 4 – 0                                        | Oefeninterland                               |                                              |
| 70                                           | 7 september 2003                             | Uruguay – Bolivia                            | 5 – 0                                        | WK-kwalificatie                              |                                              |
| 71                                           | 10 september 2003                            | Bolivia – Colombia                           | 4 – 0                                        | WK-kwalificatie                              |                                              |
| 72                                           | 11 oktober 2003                              | Bolivia – Honduras                           | 1 – 0                                        | Oefeninterland                               | Goal                                         |
| 73                                           | 30 maart 2004                                | Bolivia – Chili                              | 0 – 2                                        | WK-kwalificatie                              |                                              |
| 74                                           | 1 juni 2004                                  | Bolivia – Paraguay                           | 2 – 1                                        | WK-kwalificatie                              |                                              |
| Als speler van Villarreal CF                 |                                              |                                              |                                              |                                              |                                              |
| 75                                           | 5 september 2004                             | Brazilië – Bolivia                           | 3 – 1                                        | WK-kwalificatie                              |                                              |
| 76                                           | 17 november 2004                             | Colombia – Bolivia                           | 1 – 0                                        | WK-kwalificatie                              |                                              |
| 77                                           | 28 maart 2007                                | Zuid-Afrika – Bolivia                        | 0 – 1                                        | Oefeninterland                               |                                              |
| 78                                           | 26 mei 2007                                  | Ierland – Bolivia                            | 1 – 1                                        | Oefeninterland                               |                                              |
| 79                                           | 26 juni 2007                                 | Venezuela – Bolivia                          | 2 – 2                                        | Copa América                                 |                                              |
| 80                                           | 30 juni 2007                                 | Bolivia – Uruguay                            | 0 – 1                                        | Copa América                                 |                                              |
| Als speler van Celta de Vigo                 |                                              |                                              |                                              |                                              |                                              |
| 81                                           | 3 juli 2007                                  | Bolivia – Peru                               | 2 – 2                                        | Copa América                                 |                                              |
| 82                                           | 11 maart 2009                                | Mexico – Bolivia                             | 5 – 1                                        | Oefeninterland                               |                                              |
| 83                                           | 28 maart 2009                                | Colombia – Bolivia                           | 2 – 0                                        | WK-kwalificatie                              |                                              |
| 84                                           | 1 april 2009                                 | Bolivia – Argentinië                         | 6 – 1                                        | WK-kwalificatie                              |                                              |
| 85                                           | 10 juni 2009                                 | Chili – Bolivia                              | 4 – 0                                        | WK-kwalificatie                              |                                              |